# Le Mal du siècle (film)
Pour plus de détails, voir Fiche technique et Distribution.
Le Mal du siècle est un court métrage d'animation québécois par Catherine Lepage sur le mal-être et de la dépression, sorti en 2019. C'est le premier film de Lepage, une illustratrice et autrice qui était lauréate du Palmarès Communication-Jeunesse en 2006. La plupart des images dans le film proviennent de ses ouvrages publiés. 
Le film présente une jeune femme, initialement pleine de confiance en soi, qui devient la proie du doute et de l'anxiété. Le style est décrit comme simple et direct, le graphisme comme captivant, un des intérêts du film est la dissociation entre les images et la narration.
Produit par l'Office national du film du Canada, le film a reçu le Valois du meilleur court-métrage d'animation au festival du film francophone d'Angoulême en septembre 2020, il a gagné le Prix du public et une mention du jury dans la compétition canadienne à la 18e édition des Sommets du cinéma d'animation,. Il est primé en première internationale à la Berlinale dans la section « Generation 14Plus »,,.
En 2021, le film est nommé aux Prix Écrans canadiens.

## Fiche technique
- Titre : Le Mal du siècle
- Titre anglais : The Great Malaise
- Réalisation : Catherine Lepage
- Scénario : Catherine Lepage
- Musique : Philippe Brault
- Production : Marc Bertrand
- Pays :  Canada
- Genre : Animation
- Durée : 5 minutes
- Dates de sortie : 
  -  États-Unis : 1er avril 2021 (Festival international du film de Santa Barbara)